# Castelo Sundrum

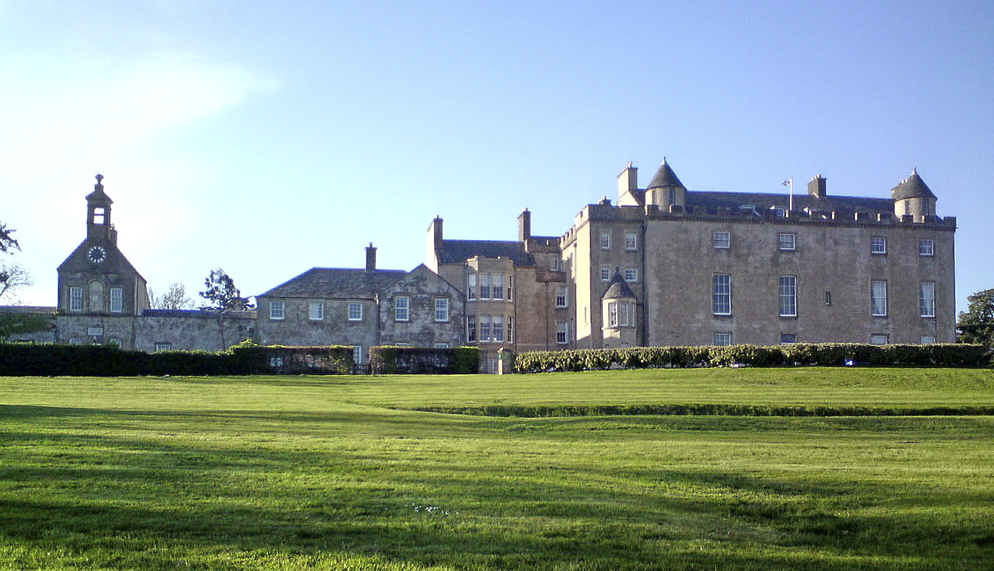
Castelo Sundrum, Escócia

O Castelo Sundrum (em inglês:  Sundrum Castle) é um castelo do século XIV localizado em Coylton, South Ayrshire, Escócia.

## História
A torre inicial possuía paredes com 3 metros de espessura, em que uma brochura do atual hotel indica ser do século XIV. O primeiro nome historicamente associado ao castelo é o de Sir Duncan Wallace, mencionado em 1373.
Encontra-se classificado na categoria "B" do "listed building" desde 14 de abril de 1971.